# Rittergut Klösterlein

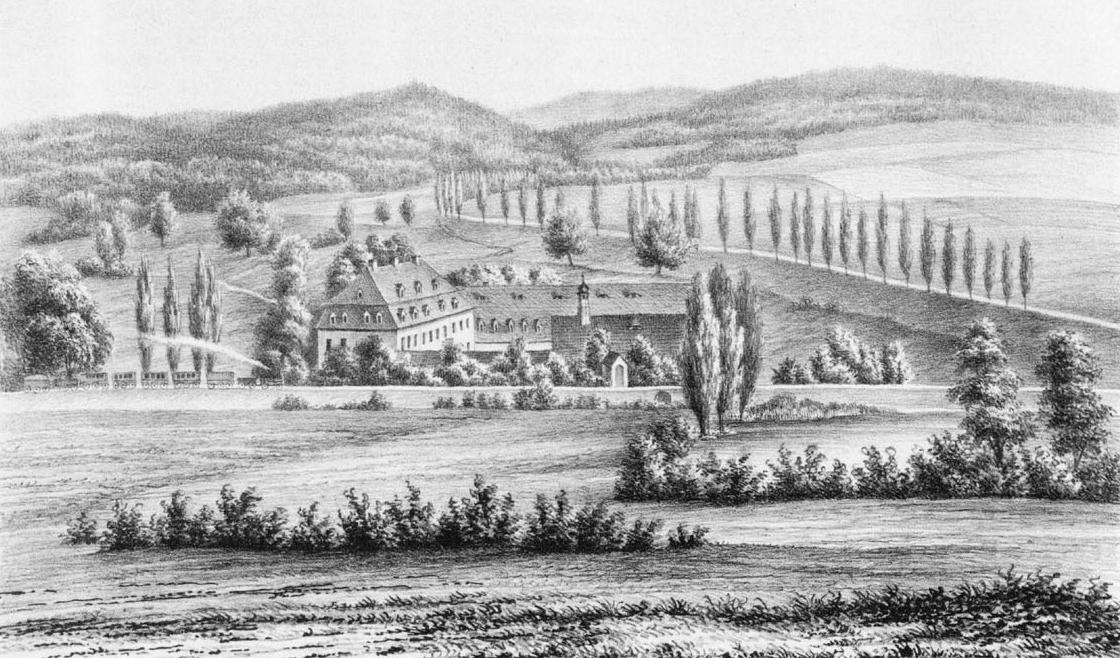
Rittergut Klösterlein, 1856

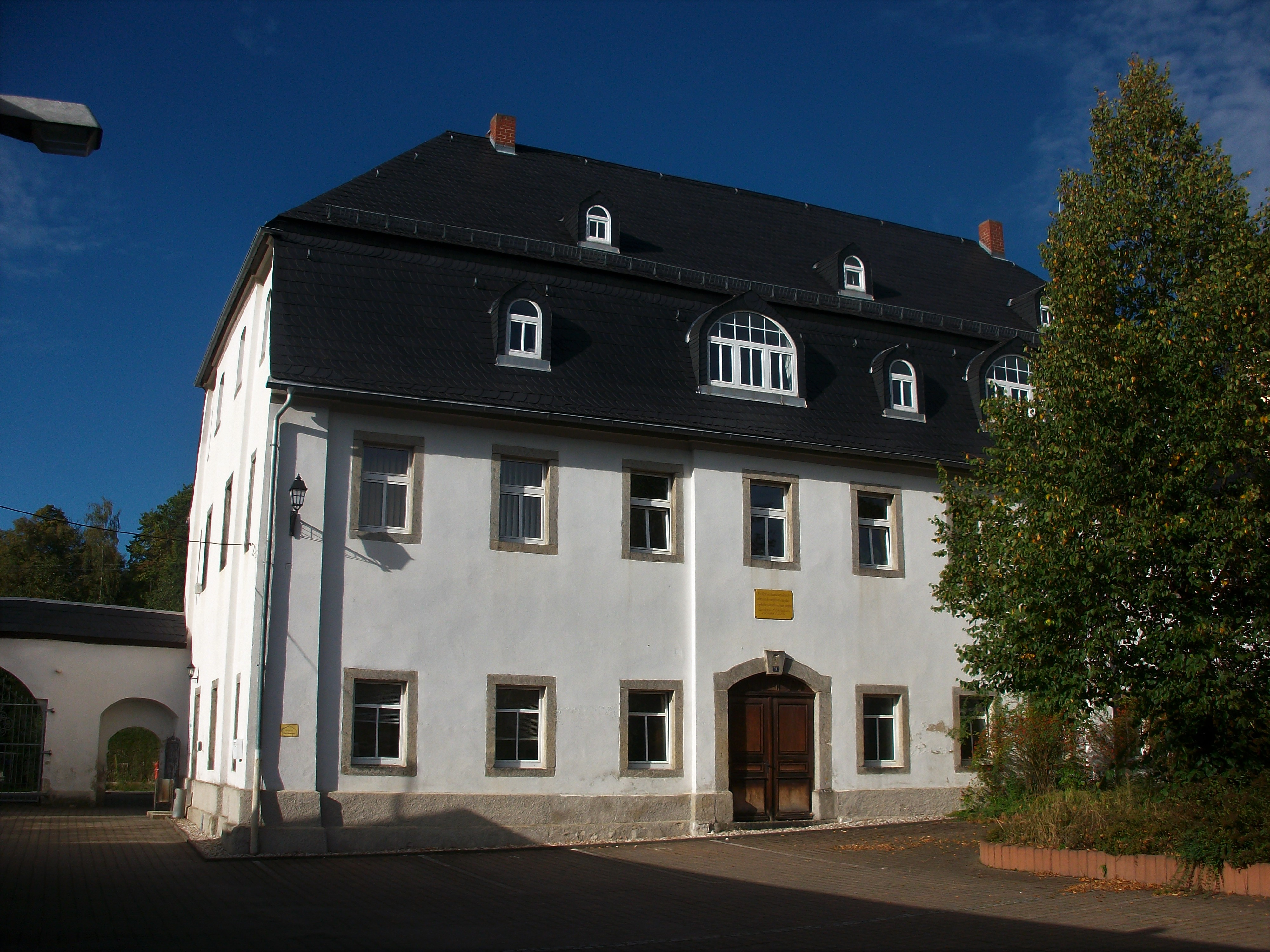
Hauptgebäude des Ritterguts Klösterlein

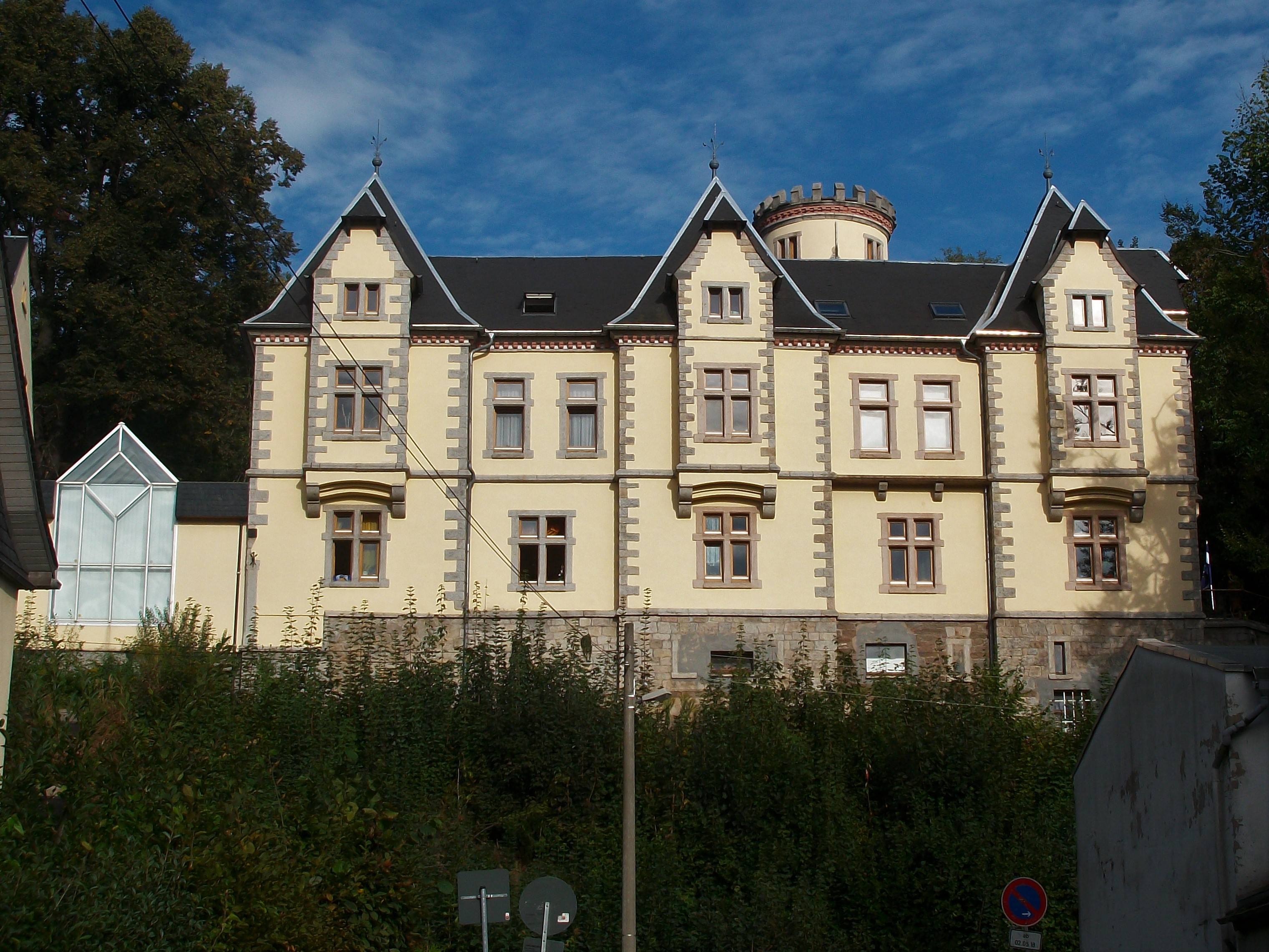
Von der Familie Röll neu errichtete Villa

Das Rittergut Klösterlein ist ein früheres Rittergut im Aue-Bad Schlemaer Ortsgebiet Zelle in Sachsen. Es steht seit den 1970er Jahren unter Denkmalschutz und wird als Büro- und Gewerbegebäude genutzt.

## Geographische Lage
Das Rittergut Klösterlein liegt im Talkessel von Aue unweit des Zusammenflusses von Zwickauer Mulde und Schwarzwasser im westlichen Erzgebirge. Unmittelbar am Rittergut Klösterlein befindet sich das Klösterlein Zelle und die Bahnstrecke Schwarzenberg–Zwickau. Die aktuelle Adresse des Ritterguts Klösterlein lautet Am Bahnhof 11.

## Geschichte
Das Rittergut geht auf das 1527 aufgelöste Augustiner-Chorherren-Kloster Zelle zurück, das an den Kurfürsten Johann den Beständigen von Sachsen gefallen war. Dieser belehnte Nickel von Ende damit. Spätestens 1531 veräußerte Nickel von Ende die Besitzungen an Anton Kelner, der zusätzlich das Klostervorwerk erwarb, das sich damals noch im Besitz des Moritzklosters in Naumburg (Saale) befand. Aus diesem Klostervorwerk entstand das Rittergut, das Kelner 1550 an Hans Biener verkaufte, welcher zugleich mit dem Kohlenbergbau in der Planitzer Gegend belehnt und kurfürstlicher Münzmeister in Dresden war. 1638 fiel das Rittergut im Erbgang an Hans Friedrich von Wolffersdorff. Hans Heinrich von Wolffersdorff erhielt von Otto Ludwig von Schönburg-Hartenstein die Obergerichte über Klösterlein und Zelle am 4. August 1681 abgetreten. Von der Familie von Wolffersdorff kam das Rittergut 1797 an das Adelsgeschlecht derer von Brandenstein.
Nach einem Brand im März 1816 wurde das Herrenhaus im Auftrag von Carl Erdmann von Brandenstein durch Johann Traugott Lohse neu errichtet. Es entstand ein zweigeschossiger Putzbau mit hohem Mansardenwalmdach und rundbogigen Dachfenster in mehreren Gauben. Die Fassade des Herrenhauses ist symmetrisch gegliedert und verfügte ursprünglich über zwei Segmentbogenportale, von denen nur noch eines erhalten geblieben ist. Vom Vorgängerbau blieben vermutlich Teile des starken Mauerwerks und einige Gewölbe im Erdgeschoss sowie das Kreuzgratgewölbe im Keller erhalten.
Das Herrenhaus verfügt im Obergeschoss über Stuckdecken aus der Zeit der Erbauung.
Im Jahre 1848 erwarb Carl Gotthelf Mehnert und 1897 Wilhelm Röll das Rittergut Klösterlein. 1922 wurde der bis dahin selbstständige Gutsbezirk Klösterlein in die Stadt Aue eingegliedert. Durch die Bodenreform in der Sowjetischen Besatzungszone ab 1945 wurde die Familie Röll enteignet und das Rittergut sogenanntes Volkseigentum und gelangte an die Stadt Aue, die die Gebäude für verschiedene kommunale Einrichtungen nutzte.